# Nicomedes I da Bitínia
Nicomedes I (ca. 300 a.C. — ca. 255 a.C.) foi um rei da Bitínia. Filho e sucessor de Zipoetas.
Zipoetas, filho e herdeiro de Bas, viveu 76 anos e reinou por 48 anos, e tinha quatro filhos quando morreu. Nicomedes, o filho mais velho, matou seus próprios irmãos.
Durante a guerra entre Antíoco I Sóter, filho de Seleuco, e Antígono II Gónatas, filho de Demétrio, Nicomedes se aliou a Antígono. Quando Antíoco atacou Nicomedes, este buscou aliados, dentre os quais Heracleia Pôntica enviou 13 trirremes. As duas frotas se confrontaram, mas evitaram a batalha.
Durante a invasão gaulesa da Grécia, quando os gauleses atacaram Bizâncio, Nicomedes fez um acordo com eles, para que eles cruzassem para a Ásia; eles haviam tentado cruzar várias vezes antes, sendo impedidos pelos bizantinos. Pelo acordo, eles apoiariam Nicomedes e seus filhos, sendo aliados de seus aliados, e inimigos de seus inimigos. Os gauleses tinham 17 líderes, os mais importantes sendo Leonório e Leotário; eles terminaram se estabelecendo na Galácia,  a dividindo em três partes, uma para cada tribo: os trócmios em Ancira, os tolistobógios em Távio e os tectosages em Pessino.
Nicomedes fundou a cidade de Nicomédia próxima de onde antes ficava Ástaco, uma colônia de Mégara que havia sido atacada por seu trisavô Dédalo, pai de Boteiras, pai de Bas.
Nicomedes tinha um filho do primeiro casamento, Zeilas, mas nomeou como herdeiros os filhos de sua segunda esposa, Etazeta, e como eles eram muito jovens, nomeou como guardiães Ptolemeu, Antígono, e os povos de Bizâncio, Heracleia Pôntica e Cio. Zeilas, expulso do reino pelos esquemas de sua madrasta, estava exilado na Armênia, mas voltou e reivindicou o trono, com uma força dos gauleses da tribo tolistobógios; como os bitínios queriam guardar o reino para os filhos mais novos de Nicomedes, arranjaram para que o irmão de Nicomedes  se casasse com Etazeta. Com ajuda dos guardiães, os bitínios resistiram ao ataque de Zeilas, e eles chegaram a um acordo.